# Vuelo 873 de Uni Air
El Vuelo 873 de Uni Air fue un vuelo de pasajeros doméstico taiwanés entre las ciudades de Taipéi y Hualien que se incendió el 24 de agosto de 1999 luego de una explosión después de aterrizar en el aeropuerto de Hualien, Taiwán, resultando en 27 heridos y una muerte.

## Aeronave

El avión involucrado en el accidente en 1997.

El avión era un McDonnell Douglas MD-90-30 de 2 años y 8 meses entregado a Uni Air en noviembre de 1996.

## Accidente
El vuelo 873 de Uni Air partió del aeropuerto de Taipéi Songshan (TSA) con destino al aeropuerto de Hualien (HUN). Llevaba 90 pasajeros y seis tripulantes. Poco después de aterrizar, a las 12:36 hora local, se escuchó una explosión en la parte delantera de la cabina de pasajeros, seguida de humo y fuego. Un pasajero fue golpeado por fragmentos producidos por la explosión. El piloto frenó de inmediato y se inició una evacuación de emergencia de los pasajeros. Después de una llamada de ayuda a la torre por parte del piloto, los escuadrones de bomberos en el aeropuerto de Hualien y el ala de la Fuerza Aérea se apresuraron a extinguir el fuego, que se extinguió a las 13:45 WST.
Mientras que la parte superior del fuselaje fue completamente destruida, los 96 ocupantes fueron evacuados de manera segura. 14 pasajeros resultaron gravemente heridos, mientras que otros 14 sufrieron heridas leves por la explosión. La mayoría de los pasajeros heridos sufrieron quemaduras. Uno de los pasajeros con heridas graves murió 47 días después del accidente, mientras que otra pasajera tuvo un aborto espontáneo de su feto de 26 semanas.

## Investigación
Después del accidente, el Consejo de Seguridad Aérea estableció un Equipo de Investigación de Accidentes. Los resultados iniciales revelaron que los factores involucrados en el accidente no estaban relacionados únicamente con la seguridad de la aviación. La investigación reveló más tarde que el ex decatleta taiwanés Ku Chin-shui, que estaba ausente del vuelo, había entregado botellas de líquido inflamable a su sobrino para que lo transportara.
Un informe del Consejo de Seguridad Aérea dijo que se pensaba que las botellas estaban selladas incorrectamente y que se escapaban los gases de la gasolina, que luego se encendieron cuando se empujó una batería de motocicleta en un compartimiento de equipaje superior cercano, descargando un arco eléctrico. Ku fue inicialmente condenado a una pena de prisión de 10 años, que se redujo a siete años y medio después de la apelación. El quinto juicio lo declaró inocente después de que el juez dijo que aunque Ku le había pedido a su sobrino que llevara una botella de cloro en su equipaje, los fragmentos que dieron positivo en gasolina no se limitaron a los fragmentos de la botella.

## Filmografía
Este accidente fue reseñado en la 20.ª temporada de la serie Mayday: Catástrofes aéreas en el episodio “Aterrizaje Explosivo”. También fue reseñado en la 3.ª temporada de la serie Mayday: Informe Especial, del canal National Geographic Channel en el episodio “Procedimientos de Seguridad”.

## Galería

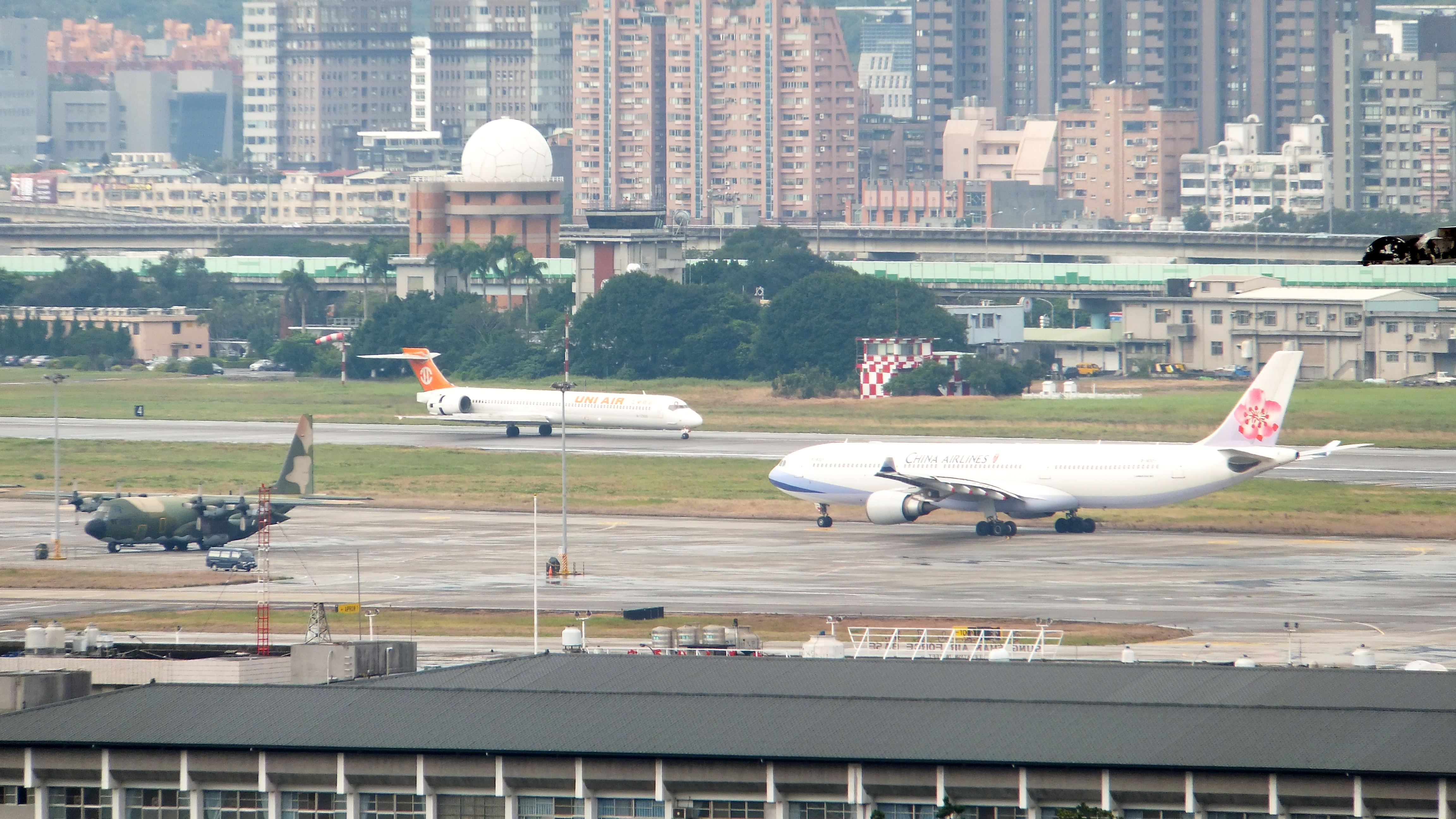
El avión involucrado en el accidente en el Aeropuerto de Taipéi Songshan, visto junto a un A330-300 de China Airlines y un C-130H de la Fuerza Aérea de la República de China.
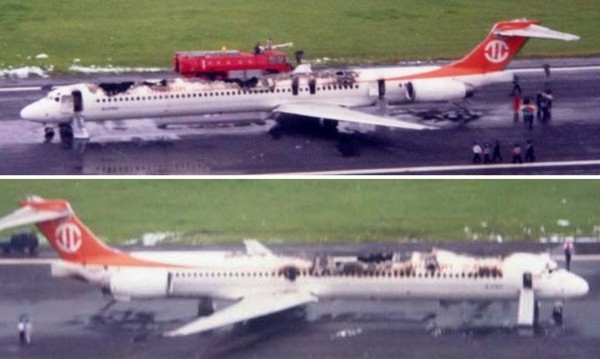
El alcance del daño al avión visto desde afuera de la aeronave.
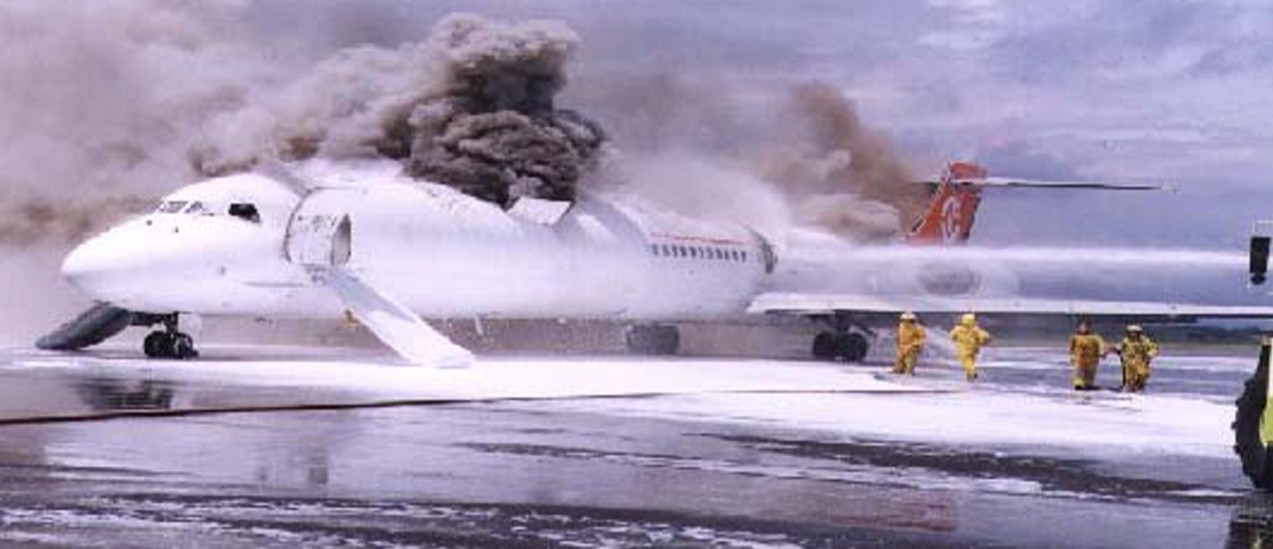
El avión mientras aun estaba incendiándose en la pista y los bomberos apagando el incendio.
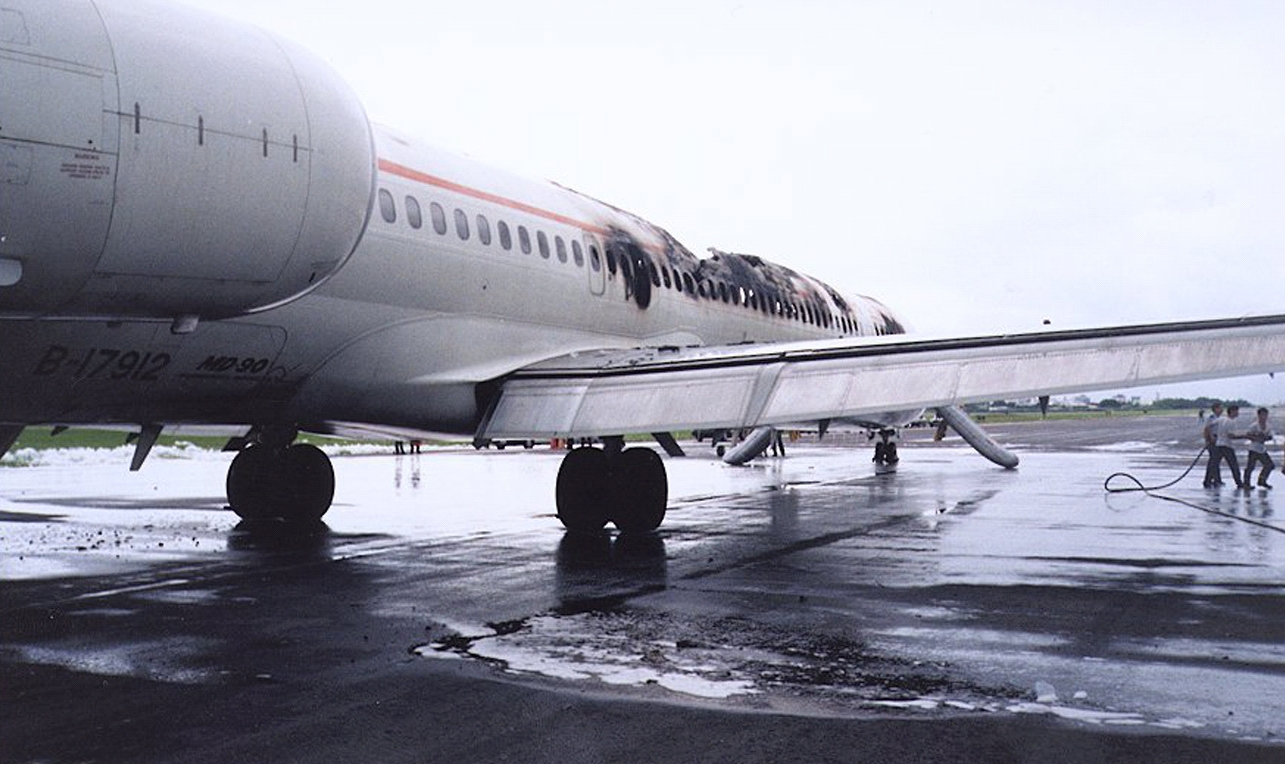
La sección de cola del lado derecho del avión permaneció relativamente intacta a pesar de que el lado izquierdo recibio daño.
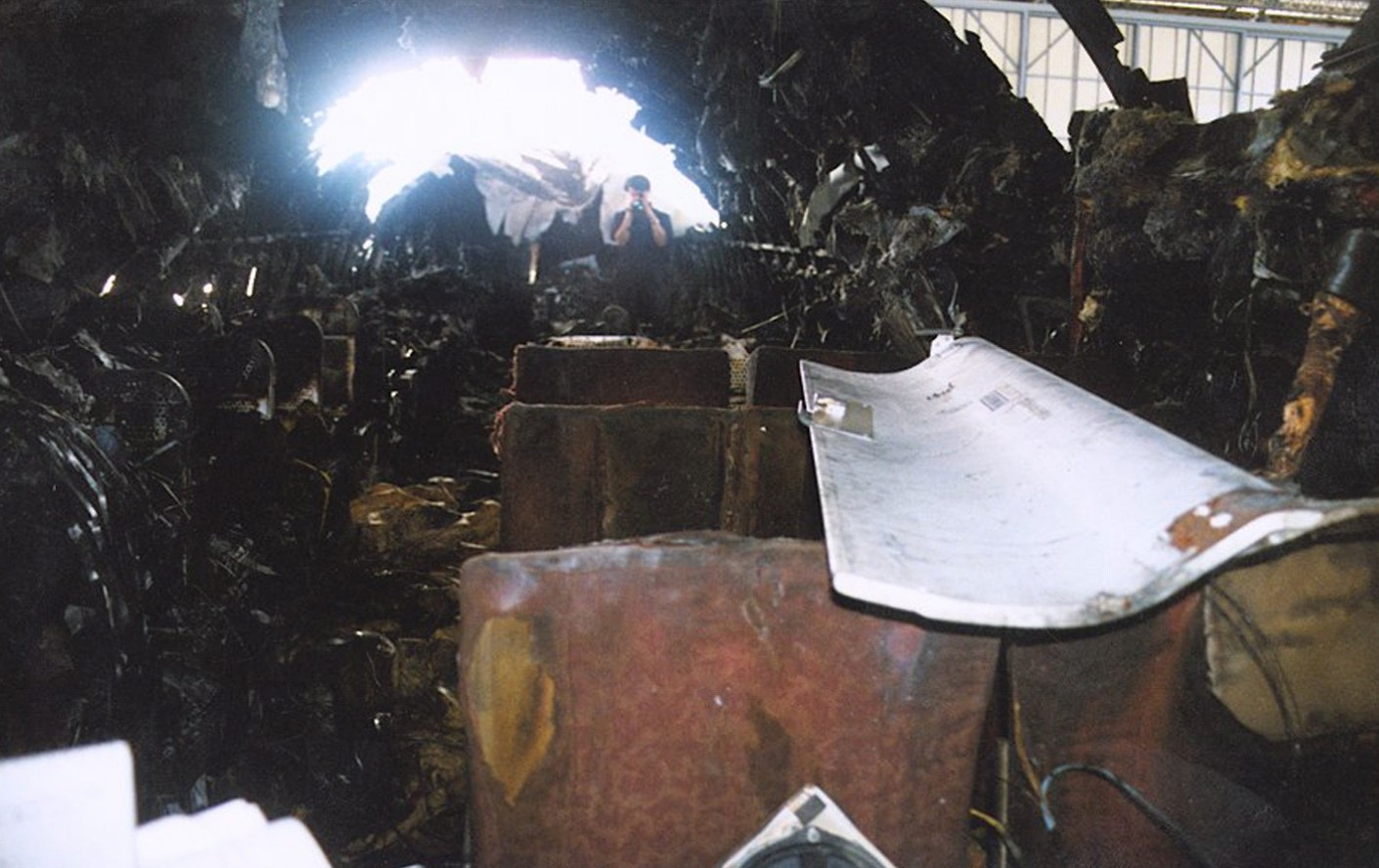
El daño a la aeronave en el interior por el fuego.